# Dymasius nimbatus
Dymasius nimbatus là một loài bọ cánh cứng trong họ Cerambycidae.